# جولی ال‌ال‌بی ۲
جولی ال‌ال‌بی ۲ (به هندی: Jolly LLB 2) یا جوانی وکیل مدافع ۲ فیلمی محصول سال ۲۰۱۷ و به کارگردانی سوبهاش کاپور است. در این فیلم بازیگرانی همچون آکشی کومار، آنو کاپور، هما قریشی، سراب شوکلا، سایانی گوپتا ایفای نقش کرده‌اند. این فیلم دنباله فیلم جوانی وکیل مدافع است.

## داستان
در روز عروسی یک جوان، پلیس او را به اشتباه بازداشت می‌کند پس از مدتی می‌گویند او در حین فرار از دست پلیس کشته شده‌است. همسر او به یک وکیل جوان به نام جاگدیشوار میشرا(آکشی کومار)که به جولی شناخته می‌شود مراجعه می‌کند بعد از اینکه وکیل موفق به اثبات بی گناهی داماد نمی‌شود عروس جوان خودکشی می‌کند.
پس از خودکشی او جولی مصمم تر می‌شود تا به دادگاه برود و حقیقت ماجرا را اثبات کند و…